# Anti Feminism
∀NTI FEMINISM (アンチフェミニズム?). Es un grupo de sesión.  Comenzando por el vocalista Kenzi en 1991, ninguno de los otros miembros que han pasado por la banda ha sido miembros oficiales de la banda.  
Seguramente es uno de los grupos de sesión activos más antiguos dentro de la escena Visual kei tras más de 20 años de existencia. Su estilo musical es un hardcore punk muy pesado, con influencias del thrash metal. En cuanto a su vestimenta y estética, la banda varía mucho, desde ropa misteriosa al estilo "Secta", hasta el estilo más típico del Visual kei, manteniendo siempre una imagen punk, con chaquetas llenas de remaches y accesorios de ese tipo.
Sus miembros son llamados "Anti Shockers" y existen no solo en Tokio sino también por todo Japón.
Aunque comenzó como una banda de sesión han mantenido gran cantidad de fanes, seguramente por sus espectáculos en vivo, cuya mejor definición es una completa anarquía.

## Historia
La historia del grupo comienza el 1 de noviembre de 1991 con su primer concierto en el Meguro Live Station, donde agotaron todas las entradas. La primera formación fue: Kiyoshi (ex Kamaitachi) como vocalista, Jill y TAPPEI como guitarristas, KO・・ como bajista y Hiroshi (ex AIDS) en la batería, quienes habían estado juntos en la banda Alligator. 
A pesar de tener un buen comienzo como grupo, no siguieron mucho tiempo, después de casi un año hicieron una última actuación en vivo en un concierto promocional del omnibus Gimmick. Cada miembros siguió su propio camino, el vocalista Kiyoshi debe ser el único que siguió en la escena musical, poco después cambió su nombre a Kenzi y fundó Sister's no Future junto con Tommy Dinamite.
Kenzi creó la firma discográfica Anarchist Records, y en agosto de 1998 revivió ∀NTI FEMINISM, con la ayuda de Takayuki, guitarrista de The Piass, Kisaki y K-suke. Dieron algunos conciertos antes de dar paso a su propio evento, comparable con el kantou shuukai hecho por The Piass, y que llevó por título bakuretsu toshi, en el que participaron varios grupos indies de la escena Visual kei. Durante su tercer evento lanzaron su primer Demo-tape «Japanese NO», desde entonces, los músicos de la banda fueron siendo cambiados y reemplazados, muchos de ellos provenientes de otros grupos de Anarchist Records y Matina, la compañía discográfica de Kisaki. Los lanzamientos de la banda, especialmente los vídeos, fueron en ediciones muy limitadas, como el PV «SSSS», lanzado el 5 de mayo de 2002 en una edición limitada a solo 200 copias. Después de lanzar 5 demo-tapes, y varios que solo se vendían en las presentaciones en vivo, en diciembre de 2003 lanzaron su primer álbum Kyohan sabetsu hinichijouteki.
A finales de 2004 hicieron su primera gira con Deadly Sanctuary, una banda indie formada por dos exmiembros de ∀NTI FEMINISM. Tras eso hicieron varias giras por Japón, hasta que a comienzos de 2006 se canceló un concierto debido a la mala salud de Kenzi, en abril del mismo año se cancelaron otros dos, y finalmente en la presentación del 12 de abril, tocaron sin el vocalista.
Ya superados los problemas de salud de Kenzi, a principios de 2007 deciden realizar una gira por Europa, junto con la banda Hagakure, y aunque pudo parecer extraña esta asociación ya que Hagakure es completamente opuesto a ∀NTI FEMINISM fue la amistad entre varios integrantes de ambos grupos lo que los llevó a esa decisión.
La respuesta positiva del público europeo en su primera gira los animó a volver en verano, donde volvieron a tocar con Hagakure en cuatro de sus conciertos. Pocos meses después realizaron una gira en Estados Unidos.
Ni siquiera una semana después de su paso por América, realizaron el evento "The same belief -Rose and Fluorescence light", junto a la banda Versailles. Al año siguiente la banda volvería a los Estados Unidos para realizar un gran espectáculo junto con otras bandas llamado Clash of Commercialism, pero el evento se canceló.
Para junio de 2008 lanzaron el álbum Kyousouroku y en noviembre el DVD  Manatsu no kichigai.

## Miembros
- Vocal: KENZI (ex- C.D.N. Ken chan)

### Miembros de soporte
- Batería: Shizuki (Miura-Kaigan)
- Bajo: Ruiji (ex The Piass, The Dead Pop Stars)
- Guitarra: Shogo

### Exmiembros
| - Guitarra: TAPPEI [1991 / 1992] - Guitarra: JILL [1991 / 1992] - Bajo: KO・・ [1991 / 1992] - Batería: HIROSHI [1991 / 1992] - Batería: You-ya [1999 / 1999] - Vocal: Kirala [1999 / 2000] - Guitarra: SEANA [1999 / 2000] - Vocal: SEEK [2000 / 2000] - Guitarra: Hiromi [2000 / 2000] - Bajo: Maki [2000 / 2000] - Bajo:Ryo [1997/1998] - Batería: Tarou [2000 / 2000] - Bajo: Shion [2000 / 2000] - Guitarra: ARATA [2000 / 2000] - Bajo: Kai [2000 / 2000] - Batería: REO [2000 / 2000] - Guitarra: Jun [2000 / 2000] - Guitarra: Sin [2000 / 2001] - Guitarra: YURA [2000 / 2001] - Batería: Shoki [2001 / 2001] - Guitarra: HIZUMI [2001 / 2001] - Vocal: aika [2001 / 2001] - Guitarra: Haruki [2001 / 2001] - Guitarra: kanata [2001 / 2001] - Batería: AKIRA [2001 / 2001] - Bajo: Shio [2001 / 2001] - Guitarra: Hideaki [2001 / 2001] - Batería: JUNYA [2001 / 2001] - Bajo: Yuchi (ex. 8342) [2001 / 2001] - Bajo: Shin [2000 / 2002] - Batería: Mashiro [2000 / 2002] - Bajo: Hizumi [2000 / 2002] - Batería: LUNA [2001 / 2002] | - Batería: Ayame [2001 / 2002] - Bajo: makoto [2002 / 2002] - Bajo: Leaya [2002 / 2002] - Bajo: Y・A・C [2000 / 2003] - Guitarra: Tatsuya [2000 / 2003] - Guitarra: Yuki [2001 / 2003] - Bajo: Teala [2001 / 2003] - Batería: KEN2 [2001 / 2003] - Batería: RYOHEI [2002 / 2003] - Guitarra: Shinya [2002 / 2003] - Bajo: SEIJI [2003 / 2003] - Guitarra: masaki [2003 / 2003] - Batería: mohi [2003 / 2003] - Bajo: Sei [2003 / 2003] - Guitarra: kazu [2003 / 2003] - Bajo: HIDENO [2003 / 2003] - Batería: N.O.Y [2000 / 2004] - Bajo: DE-HI [2002 / 2004] - Guitarra: O-YOH [2004 / 2004] - Batería: Rei [2004 / 2004] - Guitarra: Yamada Maya [2003 / 2005] - Bajo: Yu~u [2004 / 2005] - Bajo: Nanjou Kanata [2004 / 2005] - Bajo: Tairan [2005 / 2005] - Guitarra: Takayuki [1998 / 2006] - Bajo: N (ex. NoBu) [1999 / 2006] - Bajo: Yohei Togawa [2000 / 2006] - Guitarra: kagetsu [2003 / 2006] - Bajo: Takahiro [2005 / 2006] - Bajo: Aya [2005 / 2006] - Guitarra: Kaion [2006 / 2006] - Guitarra: Kaion [2006 / 2006] | - Bajo: KISAKI [1998 / 2007] - Batería: Takahiro Hirobayashi (ex- HIYOKA) [2001 / 2007] - Bajo: mukku (ex. mukuro) [2001 / 2007] - Batería: Katsura [2002 / 2007] - Bajo: Akiyama Kyouji [2002 / 2007] - Guitarra: Nachi [2002 / 2007] - Batería: mitsuru [2005 / 2007] - Guitarra: Fujimoto Taiji [2007 / 2007] - Batería: YASU (ex- Yuji) [1999 / 2008] - Guitarra: TAKO [1999 / 2008] - Guitarra: TOMOZO [2001 / 2008] - Guitarra: Kazane [2001 / 2008] - Bajo, Guitarra: Kosuke (ex Wild Turkey) [2006 / 2008] - Guitarra: yayoi [2008 / 2008] - Guitarra: RYO [2008 / 2008] - Bajo: -R- [2008 / 2008] - Batería: Jun [2008 / 2008] - Guitarra: YUKI [2008 / 2008] - Bajo: yu-ga [2008 / 2008] - Guitarra: erina [2003 / 2009] - Guitarra: Akino [2006 / 2009] - Guitarra: NANCY [2008 / 2009] - Bajo: Loki [2009 / 2009] - Guitarra: Tomo [2009 / 2009] - Guitarra: Kaashii [2009 / 2009] - Batería: K-suke [1998 / 2010] - Bajo: LINA [2003 / 2010] - Batería: Kaede [2006 / 2010] - Guitarra: YAYOI [2007 / 2010] - Guitarra: arcy [2010 / 2010] |

Nota: Ordenados por año de salida. 

## Discografía

### Álbumes
- Kyou han -Sabetsu- Hi Nichijou Teki (狂犯・差別・非日常的) (31 de diciembre de 2003)
- Kyousouroku (狂葬録?) (25 de junio de 2008)
- Nihon wa Shizumu (日本は沈む?) (Mayo de 2010)

### Sencillos
- 2001.12.21 Bakuretsu Toshi «SSSS» GIG (爆裂都市 «SSSS» GIG)
- 2002.12.21 Bakuretsu Toshi «DAINIPPON» Toshi GIG (爆裂都市"大日本"都市GIG)
- "Kami ga Ataeta Futsuu de Nai Mono e no Shuudanteki Kakushinhan" (神が与えた普通でないモノへの集団的確信犯)(2 de mayo de 2003)
- 2003.12.21 Omae ni Yume Nado Tsukameru Mon ka! (お前に夢などつかめるもんか！)
- 15-Sai (１５才?) (25 de junio de 2008)

### Omnibus
- 2000.04.26 MATINA PRELUDE
- 2003.08.01 PUBLIC EGO DANCE 001
- 2003.12.24 MIND GARDEN Vol.6
- 2004.11.19 SUMMIT 02

### Demos
- "JAPANESE NO" (27 de junio de 1999)
- "Majime na Ningen wa Shinubeki de Aru  (まじめな人間は死ぬべきである) (First Press)" (Julio de 2000)
- "Majime na Ningen wa Shinubeki de Aru" (まじめな人間は死ぬべきである) (Julio de 2000)
- "To Sick People: Boku wa Genki ni Shindemasu" (To Sick people ～僕は元気に死んでます～) (Junio de 2001)
- "Mujouken Koufuku Suru ka, Nou ka" (無条件降伏するか、ノウか) (24 de julio de 2002)

## Videografía

### VHS
- 2002.05.02 SSSS SUICIDE SLANG SUPER SOCIETY
- 2002.12.21 Zoushoku ! ∀NTI chuudoku FILM. 1 (増殖！∀NTI中毒 FILM. 1)
- 2003.05.02 Bakuretsu toshi dai nippon toshi GIG (爆裂都市"大日本"都市GIG)
- 2004.04.29 Omae ni yume nado tsukameru mon ka! (お前に夢などつかめるもんか！)
- 2004.09.21 Enjou KING OF PEERFORMANCE (炎上 KING OF PEERFORMANCE)
- 2005.12.21 Bakuretsu〝zetsubou〟toshi GIG (爆裂〝絶望〟都市GIG)

### DVD
- 2006.03.01 Kenzi Densetsu ~ There is no Successor behind me
- 2007.04.25 SAIAKU GIG 〜Waga michi susumu ni atari KANSAI ∀NTI hitsuyou〜 (SAIAKU GIG 〜我が道進むにあたり関西 ∀NTI 必要〜)
- 2007.06.21 Kiroku eizou -Recording video- (記録映像 -Recording video-)
- 2008.11.19 Manatsu no kichigai (魔七つノ危血我遺)
- 2009.03.04 Zetsuboukan no susume ~keikoutou 100hon hakai hen~ (絶望感のススメ〜蛍光灯100本・破壊編〜)

### Vídeos musicales
- New Legend Creation
- Nationalism
- Sayuu no tero